# Tioestar
Tioestri su jedinjenja sa funkcionalnom grupom C-S-CO-C. Oni su proizvod esterifikacije karboksilnih kiselina i tiola. Tioestri su široko rasprostranjeni u biohemiji, najpoznatiji derivat je acetil-CoA.

## Sinteza
Tioesteri se mogu pripremiti na više načina. Glavni metod pripreme je kondenzacija tiola i karboksilnih kiselina u prisustvu dehidracionog agenta:
Tipični dehidracioni agens je . Kiselinski anhidridi i neki laktoni takođe reaguju sa tiolima u prisustvu baza.
Oni se takođe formiraju putem karbonilacije alkina i alkena u prisustvu tiola.

## Reakcije
Karbonilni centar tioestara je reaktivan. On se reaguje poput blaže verzije kiselinskih hlorida. Tioestri i amini se kombinuju i daju amide:
C-H grupa susedna karbonilu tioestara je blago kisela i podleže aldolnoj kondenzaciji. Taj tip reakcije se odvija tokom biosinteze masnih kiselina.

## Biohemija
Tioesteri su česti intermedijari mnogih biosintetičkih reakcija, među kojima je formiranje i degradacija masnih kiselina i mevalonata, prekurzora steroida. Biosinteza lignina, koji sačinjava veliku frakciju biomase, se odvija putem tioestarskih derivata kafeinske kiseline. Neki od njih su malonil-CoA, acetoacetil-CoA, propionil-CoA i cinamoil-CoA. Proces acetogeneze obuhvata formiranje acetil-CoA. Dehidratacioni agens u formiranju ovih tioestara je ATP. Tioestri isto tako učestvuju u obeležavanju proteina ubikvitinom, koji označava proteine za degradaciju.

## Izomerna jedinjenja: tionoestri
Tionoestri su izomerni sa tioestrima. Kod tionoestara, sumpor zamenjuje karbonilni kiseonik estara. Metil tionobenzoat je . Takva jedinjenja se tipično pripremaju reakcijom tioacil hlorida sa alkoholom, kao i reakcijom Lovesonovog reagensa sa estrima.